# Eichboson
Eichbosonen sind in der Elementarteilchenphysik die Teilchen, die die Grundkräfte vermitteln. Es sind Bosonen, die von einem Teilchen ausgesandt und von einem anderen empfangen werden. Deshalb werden sie auch als Austauschbosonen, Austauschteilchen, Botenteilchen, Trägerteilchen, Kraftteilchen oder Wechselwirkungsteilchen bezeichnet.
Die Bezeichnung Eichbosonen ergibt sich daraus, dass diese Teilchen in der Quantenfeldtheorie zu dem Zweck eingeführt werden, dass sie die Bedingung der lokalen Eichinvarianz erfüllt. Die Forderung besagt, dass in dieser Feldtheorie die physikalische Wirkung unabhängig von einer Eichtransformation sein soll. Dazu muss in die Lagrangedichte der Theorie im Allgemeinen ein zusätzliches Eichfeld eingeführt werden. Nach dem Übergang zu einer Quantenfeldtheorie gehören zum Eichfeld Feldquanten mit ganzzahligem Spin, also vom Typ Boson. Diese werden als Eichbosonen bezeichnet.

## Standardmodell
| Quarks   | Eichbosonen   |
| Leptonen | Skalarbosonen |

Die Elementarteilchen im Standardmodell

Im Standardmodell hat jedes der Eichbosonen den Spin 1 und ist damit ein Vektorteilchen. Das Photon ist das bekannteste Eichboson. Es vermittelt die elektromagnetische Wechselwirkung. Die anderen Eichbosonen des Standardmodells sind die acht Gluonen der starken Wechselwirkung sowie die W±-Bosonen und Z-Bosonen der schwachen Kernkraft.
| Eichboson(en)         | Anzahl | Wechselwirkung                    | Materieteilchen                   | Eichgruppe |
| --------------------- | ------ | --------------------------------- | --------------------------------- | ---------- |
| Gluonen               | 8      | Starke Wechselwirkung             | Quarks                            | SU(3)      |
| W+-, W−- und Z0-Boson | 3      | Schwache Wechselwirkung           | Quarks, Leptonen                  | SU(2)      |
| Photon                | 1      | Elektromagnetische Wechselwirkung | Quarks, Leptonen (ohne Neutrinos) | U(1)       |

### Multiplizität
In einer quantisierten Eichtheorie sind Eichbosonen Quanten der Eichfelder. Es gibt so viele Eichbosonen wie Generatoren der Eichgruppe. In der Quantenelektrodynamik ist die Eichgruppe U(1) eindimensional, also gibt es nur ein Eichboson. Die Eichgruppe der Quantenchromodynamik, SU(3), hat acht Generatoren, entsprechend gibt es acht Gluonen. Der vereinheitlichten Theorie der elektroschwachen Wechselwirkung (GSW) liegt die Gruppe SU(2) × U(1) zugrunde, dies führt letztlich zu den 4 Eichbosonen Photon, W+-, W−- und Z0-Boson.
Eichbosonen sind adjungierte Darstellungen der zugrundeliegenden Symmetriegruppe. Für die SU(N)-Gruppen des Standardmodells ist diese Darstellung (N2−1)-dimensional. Deshalb gibt es 8 Gluonen und 4 (= 3+1) Eichbosonen der elektroschwachen Theorie.

### Masse
Die Eichinvarianzbedingung fordert, dass alle Eichbosonen masselos sind, da ein Masseterm in der Lagrangefunktion nicht eichinvariant ist. Die W+−- und Z-Bosonen besitzen jedoch Masse. Dies ist ein Effekt des Higgs-Mechanismus, durch den die SU(2)×U(1)-Symmetrie der elektroschwachen Wechselwirkung spontan gebrochen wird. Gemessen werden nicht die ursprünglichen SU(2)×U(1)-Eichbosonen, sondern Linearkombinationen hiervon. Das damit verbundene Higgs-Boson war das letzte experimentell bestätigte Teilchen des Standardmodells der Elementarteilchenphysik. Es wurde 2012 am Large Hadron Collider (LHC) gefunden. François Englert und Peter Higgs wurde für die theoretische Entwicklung des Higgs-Mechanismus der Nobelpreis für Physik 2013 zuerkannt.

## Jenseits des Standardmodells
Viele Theorien, die über das Standardmodell der Elementarteilchenphysik hinausgehen, führen neue Wechselwirkungen ein, und somit auch neue Eichbosonen. Bisher wurde jedoch noch keines dieser Teilchen in einem Experiment gemessen. Genaugenommen ist auch das Graviton so ein hypothetisches Teilchen, da noch keine Quantengravitationstheorie durch Experimente bestätigt wurde.

### Große Vereinheitlichte Theorie
In Großen Vereinheitlichten Theorien (GUTs) werden zusätzliche Eichbosonen als X und Y vorhergesagt. Diese würden Wechselwirkungen zwischen Quarks und Leptonen vermitteln, damit die Erhaltung der Baryonenzahl verletzen und könnten so einen Protonenzerfall verursachen. Diese Bosonen wären durch Symmetriebrechung äußerst massiv (sogar noch schwerer als die W- und Z-Bosonen), ihre Spins 0 oder 1.

### Gravitation
Die Gravitationswechselwirkung ist im Gegensatz zu den anderen kein Gegenstand des Standardmodells, ebenso das hypothetische Trägerteilchen, das Graviton. Dieses ist auch deshalb eine Ausnahme, weil es als Spin-2-Teilchen ein Tensorboson ist, was in Übereinstimmung mit der anziehenden Wirkung zwischen Massen (als „Gravitationsladungen“) steht.

### W′- und Z′-Bosonen
W′ und Z′ (gelesen: W-prime und Z-prime) sind hypothetische Eichbosonen, die an die Fermionen des Standardmodells vermöge ihres Isospins koppeln. Ihr Spin ist 1.
Durch die Erweiterung des Standardmodells um mindestens eine weitere U(1)-Eichgruppe kann ein Z′-Boson erzeugt werden, allerdings kein W′-Boson. Eine weitere mögliche Erweiterung ist, n SU(2)-Eichgruppen anzunehmen, wobei eine davon die gewöhnlichen W- und Z-Bosonen erzeugt, die anderen n−1 die W′- und Z′-Bosonen.

### Supersymmetrische Partner
Die hypothetischen supersymmetrischen Partner der Eichfelder sind die folgenden Gaugino-Felder:
- Acht Gluinos als Superpartner der Gluonen.
- Die elektroschwachen Gaugino-Felder mischen nach dem minimalen supersymmetrischen Standardmodell (MSSM) mit den Higgsino-Feldern zu zwei Paar elektrisch geladenen Charginos und vier elektrisch neutralen Neutralinos als hypothetisch beobachtbare Teilchen. Die Higgsinos sind die Superpartner der hypothetischen Higgsfelder, von denen es im MSSM mehrere gibt.
- Ein Gravitino als supersymmetrischer Partner des Gravitons nach der Theorie der Supergravitation (SUGRA) kein Bestandteil des MSSM, so wie das Graviton kein Teil des SM ist.